# 蒂普森-科恩反应
蒂普森-科恩反应，最早由在华盛顿国家标准局的斯图尔特·蒂普森和亚历克斯·科恩首先报道。
与锌粉和碘化钠在二甲基甲酰胺等溶剂中回流时，含两个相邻的伯磺酰氧基的糖转变为相应的不饱和糖。

## 背景
不饱和糖是重要的合成前体，可参与多种反应。可用于天然产物和寡糖的合成，也可用作狄尔斯-阿尔德反应中的双烯体。
蒂普森-科恩反应为同式（syn）或对式（anti）消除机理。产物为烯烃，产率中等。反应受周边取代基的影响。下面是吡喃葡糖苷和吡喃甘露苷的反应机理。
图1吡喃葡糖苷和吡喃半乳糖苷发生同式消除。吡喃甘露苷则发生对式消除。注：R基可为甲磺酰基 CH3SO2 (Ms)或对甲苯磺酰基CH3C6H4SO2 (Ts)。

## 反应机理
图2首步取代产生碘代物是反应的决速步，生成的碘代物很快转化为不饱和糖，故很难检测到。以叠氮化物进行实验，证实亲核进攻发生在C-3，相应的含氮中间体可分离出来。
从β-吡喃葡糖苷、β-吡喃甘露糖苷、α-吡喃葡糖苷到α-吡喃甘露糖苷，反应活性逐渐降低。β-吡喃甘露苷比β-葡苷反应慢、产率低是因为其中含有一个与C-3相邻的直键磺酰氧基，该直键基团导致过渡态中立体作用增加，产生不利的两个磺酰氧基间的重叠构象。α-葡苷中有一个β-反式的直键基团（即异头的甲氧基，相对C-3磺酰氧基），该基团同样导致上述两个基团间发生不利的立体作用。而α-甘露苷则同时具有β-甘露苷和β-葡苷的不利成分，所以速率最慢、产率也最低。

## 反应条件
| 底物a        | 时间（小时） | 产率（%） |
| ------------ | ------------ | --------- |
| β-吡喃葡苷   | 0.5          | 85        |
| β-吡喃甘露苷 | 2.5          | 66        |
| α-吡喃葡苷   | 12           | 55        |
| α-吡喃甘露苷 | 15           | 10        |

a底物C-4和C-6有苄叉保护，异头位有甲氧基，C-2和C-3则有OTs基。反应温度95－100℃。
表1反应时间与产率与底物有关。作者比较四种底物性质后，发现β-吡喃葡苷是蒂普森-科恩反应的最佳底物。

## 应用
- 微波合成：产率更高（α-吡喃葡苷 - 88%），时间更短（14分钟）。[5]
- 蒂普森和科恩的原始文献中提到此反应也适用于非环糖。[1]
- 甲磺酰基和对甲苯磺酰基对比之下，对甲苯磺酰基底物产率更高、反应时间更短。[1],[6],[3]